# Лудовико Гонзага (1480 – 1540)
Вижте пояснителната страница за други личности с името Лудовико Гонзага.
Лудовико Гонзага (на италиански: Ludovico Gonzaga; * 1480, Боцоло; † 1 юли 1540, Сабионета) от Гонзага ди Сабионета е Боцоло – кадетски клон на рода Гонзага е италиански кондотиер, втори граф на Сабионета (1496 – 1540), граф на Родиго (1496 – 1499), господар на Боцоло (1529 – 1540) и Остиано (1511 – 1540).

## Произход
Той е първородният син на Джанфранческо Гонзага (1446 – 1496), кондотиер и първи граф на Сабионета, и на съпругата му Антония дел Балцо (1461 – 1538). По бащина линия е внук на Лудовико III Гонзага, 2-ри маркграф на Мантуа, и на Барбара фон Бранденбург, а по майчина – на Пиро дел Балцо, херцог на Андрия и княз на Алтамура, и на Мария Доната дел Балцо Орсини. Има трима братя и осем сестри:
- Сестра († 1479), родена преждевременно
- Барбара (1482 – 1558), графиня на Каяцо като съпруга на Джанфранческо Сансеверино
- Федерико (ок. 1480 –  1527), кондотиер, съпруг на Джована Орсини
- Доротеа (1485 – 1538), маркиза на Битонто като съпруга на Джанфранческо Акуавива д'Арагона
- Сузана (1485 – 1556), графиня на Колезано и баронеса на Назо като съпруга на Пиетро ди Кардона
- Камила (1488 – 1529), маркиза на Атрипалда като съпруга на Алфонсо Гранай Кастриота
- Елеонора (1488 –  1512), графиня на Верденберг-Хайлигенберг-Зигмаринген като съпруга на Кристоф фон Велденберг-Хайлигенберг
- Пиро (1490 – 1529), граф на Сабионета, граф на Родиго (1499 – 1521), господар на Боцоло (1527 – 1529) и на Сан Мартино дал'Арджине (1527 – 1529), съпруг на Емилия Камила Бентивольо
- Антония (1493 – 1540), графиня на Саличето като съпруга на Алфонсо Висконти и маркиза на Караваджо и графиня на Мелцо като съпруга на Филипо Торниели
- Джована, маркиза на Дзибело като съпруга на Уберто Палавичино,
- Джанфранческо (1493 – 1500)

## Биография
След смъртта на баща си през 1496 г. Лудовико получава, заедно с другите си трима братя, инвеститурата със своите феоди, ставайки граф на Родиго и съгосподар, заедно с брат си Пиро, на Гацуоло, Сабионета, Помпонеско и Дозоло. Феодите Боцоло, Ривароло и Изола Доварезе отиват у братята му Федерико и Джанфранческо, а Сан Мартино дал'Арджине остава неразделен между всички братя. 
Докато е още много млад, Лудовико е изпратен от баща си във Франция в двора на крал Шарл VIII и получава разрешение от император Максимилиан Австрийски да сече монети в Сабионета и Боцоло.
През 1497 г. се жени за Франческа Фиески от графовете на Лаваня, дъщеря на граф Джанлуиджи Фиески, която му ражда единадесет деца.
През 1509 г. участва в обсадата на Падуа.
През 1510 г. участва в отбраната на Верона и е избран за управител на града. 
През 1511 г., след смъртта на чичо си Лудовико, епископ на Мантуа, той наследява земите на Остиано и Кастел Гофредо по завещание и поради тази причина има неприятелски отношения с братовчедите си в Мантуа, които възнамеряват да защитят синовете на Родолфо Гонзага, Алоизио и Джанфранческо. Спорът е решен едва през 1513 г. 
През 1515 г. преминава под знамето на папа Лъв X и през 1516 г. е на служба при Франческо II Гонзага в Мантуа. 
През 1517 г. купува феодалното владение на Казалмаджоре за 20 000 дуката, но през 1522 г. е принуден да го отстъпи след обсада на семейство Сфорца. 
Живее със семейството си главно в Сабионета, която получава от брат си Пиро през 1521 г.
Умира на 58-59 г. през 1540 г. и е погребан в църквата „Сан Биаджо“ в Сабионета. Нито един от петте му сина не оцелява. Затова след смъртта му по негова воля негов наследник е единственият син на първородния му син Луиджи – 9-годишния Веспасиано Гонзага.

## Брак и потомство
∞ 1497 за Франческа Фиески († август 1528), дъщеря на Джанлуиджи Фиески, граф на Лаваня, и на Катерина дел Карето, от която има пет сина и шест дъщери:
- Луиджи Гонзага, нар. „Родомонте“ (16 август 1500, Мантуа – 2 декември 1532, Виковаро), имперски капитан, ∞ 16 април 1528 за Изабела Колона († 1570), от която има 1 син – наследник на феодите на дядо си;
- Джанфранческо Гонзага, нар. „Канино“ (1502, Боцоло – 1539, пак там), военен; ∞ за Луиджа Палавичини (ок. 1520 – 1552), дъщеря на Палавичино II Палавичини, маркиз на Бусето, от която няма деца. Има 1 извънбрачен син и 2 извънбрачни дъщери;
- Пиро Гонзага (1505, Боцоло – 28 януари 1529, Сабионета), кардинал 1528, епископ на Модена 1527;
- Алфонсо Гонзага († млад);
- Джан Федерико Гонзага;
- Паола Гонзага (1504, Сабионета – 1550, Фонтанелато), ∞ 1516 за граф Джан Галеацо Санвитале (1496 – 3 декември 1550), господар на Фонтанелато, син на граф Джакомантонио Санвитале и Вероника да Кореджо от Камарата на суверенните графове на Кореджо и принцовете на Свещената Римска империя, от когото има 6 сина и 3 дъщери;
- Иполита Гонзага († 10 септември 1571), чрез брак господарка на Мирандола и графиня на Конкордия; ∞ 1526 за Галеото II Пико дела Мирандола (1508 – 1550), от когото има 2 сина и 4 дъщери;
- Елеонора Гонзага († 10 август 1545, Бреша), ∞ 4 февруари 1543 във Венеция за граф Джироламо Мартиненго ди Падарнело, капитан на Венецианската република, от когото няма деца;
- Катерина Гонзага, монахиня
- Изабела Гонзага, монахиня
- Джулия Гонзага (1513, Гацуоло – 16 април 1566, Неапол), чрез брак господарка на Фонди (1526 – 1528), графиня регент на Родиго (1532 – 1541), покровителка на художници, поети и венециански издатели; ∞ 1526 за Веспасиано Колона (1480 – 1528), херцог на Траето, от когото няма деца. има 1 вероятен извънбрачен син.